# 鏈輪

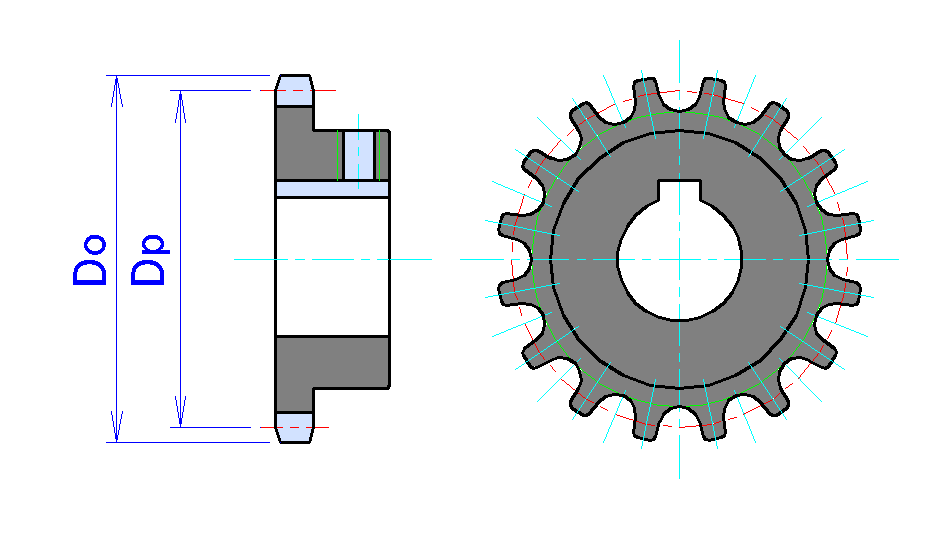
16齒的鏈輪

鏈輪是鏈條傳動所使用的輪子，邊緣會有和鏈條咬合的齒，广泛应用于汽车、摩托车、自行车、绘图机、印刷机等机械。。鏈輪和齒輪不同，一般齒輪會直接和其他齒輪接觸，鏈輪會和鏈條接觸，不會和其他鏈輪接觸。鏈輪也和滑輪不同，滑輪的邊緣是光滑的，鏈輪表面有配合鏈條的齒。 